# ماريا كليمنسيا رودريغز مينيرا
ماريا كليمنسيا «توتينا» رودريغيز مينيرا (من مواليد 13 نوفمبر 1955  ) هي زوجة الرئيس الثاني والثلاثين لكولومبيا، خوان مانويل سانتوس كالديرون ، وشغلت منصب السيدة الأولى لكولومبيا من أغسطس 2010 حتى أغسطس 2018.
وهي معروفة أيضًا بكونها واحدة من أكثر رموز الموضة تأثيرًا في كولومبيا.

## الحياة الشخصية
ولدت ماريا كليمنسيا في 13 نوفمبر 1955 في بوكارامانغا ، سانتاندير  لخورخي رودريغيز رودريغيز وزوجته سيسيليا مينيرا كامباس. هي السادسة من بين ثمانية أطفال.
في 11 ديسمبر 1982 ، تزوجت من كريستيان تورو إبلر، وهومسئول دعاية كولومبي محترم ومعروف، في احتفال روماني كاثوليكي أقيم في كنيسة سيدة المياه في بوغوتا برئاسة الأب خيسوس آدان لوندونيو روداس وحضره، من بين آخرين، الرئيس آنذاك بيليساريو بيتانكور كوارتاس والسيدة الأولى روزا هيلينا ألفاريز ييبس الذين لم يكونوا ضيوف الشرف فحسب، بل كانوا أيضًا عرابين للزوجين في الحفل. لكن الزواج لم يدم طويلا وتطلق الزوجان بعد فترة وجيزة.
في عام 1987 تزوجت من خوان مانويل سانتوس كالديرون ، الذي كان وقتها نائب مدير صحيفة ال تيمبو، هذه المرة كان الزاواج في حفل مدني .

## التكريم

### مراتب الشرف الأجنبية
- البرتغال:
  -  وسام الصليب الأكبر للأمير هنري (13 نوفمبر 2017)
  -  وسام الصليب الكبير للاستحقاق (14 نوفمبر 2012)
- إسبانيا:
  -  سيدة الصليب الأكبر وسام إيزابيلا الكاثوليكية (27 فبراير 2015) [9]

### تكريمات أسرية
- اثنان من العائلة المالكة في صقلية:
  -  وسام القديس جورج الأكبر من وسام القديس جاورجيوس الصقلي الملكي العسكري المقدس، من الدرجة الخاصة (7 يونيو 2013) [10]